# Малашко, Валерий Анатольевич
Валерий Анатольевич Малашко (бел. Валерый Анатольевіч Малашка, род. 1966 год, Гродно, Белорусская ССР, СССР) — белорусский государственный и политический деятель.

## Биография
Родился Валерий в 1966 году в г. Гродно, но корнями он родом с Могилевщины. В школу он пошёл в селе Краснополье. Позже он переехал в Могилев. Известно, что во время нацистской оккупации семья матери находилась в эвакуации в Иркутске, возвращались уже после освобождения.
В 1989 году окончил Минский государственный медицинский институт, в 2007 — Академию управления при Президенте Республики Беларусь.
Свою трудовую деятельность Валерий начал в 1989 году. Тогда он работал врачом-интерном по анестезиологии и реаниматологии Могилевской областной больницы. С 1990 по 1993 год работал врачом-анестезиологом-реаниматологом Могилевской областной детской больницы. В 1993 году был повышен до должности заместителя главного врача по лечебным вопросам той же больницы. Позже, в 1997 году, был повышен до должности главного врача Могилевской областной детской больницы. С 2004 года был первым заместителем начальника управления здравоохранения Могилевского облисполкома. С 2005 по 2009 год работал начальником управления здравоохранения Могилевского облисполкома. С января 2009 года по 13 октября 2016 занимал должности Заместителя Председателя Могилевского облисполкома.
15 декабря 2016 году по решению Президента Республики Беларусь Александра Лукашенко был назначен на должность Министра труда и социальной защиты. В этой должности он пробыл до 27 января 2017 года. В тот день глава государства назначил его на должность Министра здравоохранения. Министром здравоохранения он проработал до 11 июня 2019 года. После снятия с должности Министра здравоохранения глава государства сказал следующее:

«У меня складывается впечатление, что министерство не совсем эффективно управляется самим министром. Человек он хороший, толковый, очень хороший специалист, опытный, работал заместителем председателя облисполкома, опыта у него предостаточно. Но бывает так, что не его это работа»
19 августа 2019 года Президент Республики Беларуси Александр Лукашенко дал согласие на назначение Валерия Малашко заместителем председателя Могилевского облисполкома.
В 2024 году стал депутатом Палаты представителей.

## Семья
Мать — Эмилия Малашко — врач-педиатр (окончила Гродненский государственный медицинский университет. С 1986 по 1998 год была главным педиатром области. А последние годы перед пенсией возглавляла «Могилевскую государственную спецшколу закрытого типа».).
Также есть сестра и сын Антон, который тоже работает врачом.